# エスカランテ川
エスカランテ川（エスカランテがわ、Escalante River）は、アメリカのユタ州を流れる全長約145kmの川で、コロラド川の支流である。
エスカランテの西約32 kmのアクエリアス高原に源を発し、エスカランテ国定公園を北から南に縦断してパウエル湖に注ぐ。パウェル湖は元来グレンキャニオンという渓谷でコロラド川を堰きとめた人造湖であり、グレンキャニオン・国立レクリエーションエリアに属する。
川は断崖絶壁の深い谷の底を流れるため、絶壁（メサ）上から川へのアクセスは無い。川下りは雪解けの増水期である5月頃の極短期間に可能であるが、岩やドロップオフが続く難度の高いものであり、更に最近川辺に増えた外来種である Russian Olive（ホソグミ）も障害になる。場所によっては泥水の中、カヤックを曳かなければならない。川下りは数日を要し、周囲は無人の大荒野である。川下りにはBLM（土地管理局）の許可も要する。パウェル湖の前にも崖上に登るルートがあるがロープを使用した厳しい登りとなる。迎えがメサ上のその地点に行き着くには車高の高い4WDで長い悪路を行かねばならない。パウェル湖に入ってもマリーナまでは遠距離であるので迎えの船を事前に手配しておく必要がある。